# ناحیه کرافورد (شهرستان واشینگتن، آرکانزاس)
ناحیه کرافورد، شهرستان واشینگتن، آرکانزاس (به انگلیسی: Crawford Township) یک منطقهٔ مسکونی در ایالات متحده آمریکا است که در شهرستان واشینگتن، آرکانزاس واقع شده‌است. ناحیه کرافورد ۸۰۰ نفر جمعیت دارد و ۵۳۳ متر بالاتر از سطح دریا واقع شده‌است.